# 10113 Alantitle
A 10113 Alantitle (ideiglenes jelöléssel (10113) 1992 PX2) a Naprendszer kisbolygóövében található aszteroida. Henry Holt fedezte fel 1992. augusztus 6-án.

## Kapcsolódó szócikk
- Kisbolygók listája (10001–10500)